# 봉원효
봉원효(奉元孝, 1426년 ~ ？)는 조선의 문신이다. 본관은 하음(河陰). 자는 행가(行可)이다. 벼슬은 사헌부 장령(司憲府掌令)과 사간원 사간(司諫院司諫)을 역임하였다.

## 생애
1474년(성종 5)에 훈도(訓導)로서 식년 문과에 갑과로 급제하여 사헌부감찰이 되었고, 1476년(성종(成宗) 7년) 중시(重試) 문과에도 병과로 급제하였다.
1483년 2월에는 황해도도사(黃海道都事)를 거쳐 강원도도사로 전직되었는데 황해도에 해마다 흉년이 들고, 여질(癘疾)이 유행된다는 사간원의 탄핵을 받아 파직되었다.
1486년 봉렬대부(奉列大夫) 사헌부 장령(司憲府掌令)이 되었고, 1487년(성종 18) 5월에 경연(經筵)에서 "수개도감(修改都監)·군적청(軍籍廳)·춘궁도감(春宮都監)은 비록 모두 국가의 중한 일이더라도 이같은 한재(旱災)에 백성을 부리는 것은 온당하지 못합니다. 또 경비도 적지 아니하니, 청컨대 우선 정지하였다가 가을을 기다리게 할 것이며, 모든 급하지 아니한 비용은 해조(該曹)로 하여금 마감(磨勘)하여 줄이도록 하소서."라고 건의하니, 왕은 "수개(修改)를 늦추면 민원(民冤)이 없지 않을 것이고, 군적(軍籍)은 중한 일이며, 춘궁(春宮)의 역사(役事)는 거의 끝나가는데 모두 정지할 수 없다. 다만 줄일 만한 비용은 해조로 하여금 요량해서 줄이도록 하겠다."라고 답했다.
1487년 11월에는 환상(還上)할 때의 폐단을 고치도록 건의하였다. "경창(京倉)에 납입(納入)하는 환상(還上)은 본부(本府)에서 이를 검찰(檢察)하나, 듣건대, 여러 고을의 수령(守令)이 간혹 고중(高重)하게 수납(收納)하고, 혹은 장부를 마감하여 정리하는 데 삼가지 아니하여, 이미 납입한 사람의 이름을 즉시 지워버리지 아니하고, 다시 독촉해서 납입하게 하여, 가난한 백성을 거듭 곤고(困苦)하게 하는 자가 있으니, 청컨대 제도(諸道)의 감사(監司)에게 유시(諭示)하여 이 폐단을 엄히 없애도록 하소서."라고 하였다. 1488년 4월에는 별시(別試)의 정지를 건의하였다.
1488년(성종 19) 8월에 봉정대부(奉正大夫) 사간원 사간(司諫院司諫)이 되었다.